# Анджей Шмідке
Анджей Шмідке (пол. Andrzej Szmidtke) — польський дипломат. Генеральний Консул Республіки Польща в Єревані, Вірменія (2011); Генеральний Консул Республіки Польща в Одесі, Україна (2018—2020).

## Життєпис
Працював першим секретарем Посольства Республіки Польща в Єревані, Вірменія; Консулом Республіки Польща в Єревані, Вірменія, Манчестері, Велика Британія (2020—) і Стокгольмі; Генеральним Консулом Республіки Польща в Одесі, Україна.

## Нагороди та відзнаки
- Почесний знак відзнаки Одеського міського голови «Вдячність»[8]